# Dorcadion halepense
Dorcadion halepense là một loài bọ cánh cứng trong họ Cerambycidae.